# Christian Stüttgen
Christian Stüttgen (* 4. Mai 1876 in Oberforstbach; † 7. Januar 1942 in Eupen) war ein deutscher Bildhauer und Zeichenlehrer.

## Leben und Wirken
Stüttgen kam mit fünf Jahren in das zu jener Zeit preußische Eupen, nachdem sein Vater Bernhard an der Volksschule in der Eupener Unterstadt eine Stelle als Lehrer erhalten hatte. Nach Beendigung seiner Schulzeit besuchte Christian Stüttgen die Hochschule für Bildende Künste in Berlin und schloss diese Ausbildungszeit mit der Prüfung zum „Akademischen Bildhauer“ ab. Anschließend war er im Jahr 1903 mit seiner Bronzegruppe „Chorknaben aus einer rheinischen Prozession“ auf der Großen Berliner Kunstausstellung vertreten, für die er dort einen Ehrenpreis bekam.
Im Jahr 1906 kehrte Stüttgen nach Eupen zurück, wo er ab dem 1. April des Jahres eine Stelle als städtischer Zeichenlehrer an der Handwerker-Fortbildungsschule erhielt. Darüber hinaus gab er Zeichenunterricht an der gewerblichen und kaufmännischen Fachschule sowie an der Höheren Katholischen privaten Mädchenschule auf dem Heidberg.
Neben dieser Lehrtätigkeit widmete er sich in seinem Atelier „Mon Plaisier“ in der Oestraße in Eupens Unterstadt weiterhin der Bildhauertätigkeit und stellte seine bisherigen Werke in einer Gemeinschaftsausstellung im Jahr 1910 zusammen mit Walter Ophey, Max Clarenbach und Johannes Hänsch erstmals in Eupen vor. Ein Jahr später war Stüttgen auf der Großen Kunstausstellung des Kunstvereins Hannover vertreten sowie 1912 in Düsseldorf und 1913 im Leopold-Hoesch-Museum in Düren.
Im Ersten Weltkrieg versah Stüttgen seinen Militärdienst als Landesschütze in Saarlouis. Nach seiner Rückkehr in das nunmehr belgische Eupen bezog er nach dem Tod des Vaters im Jahr 1921 zusammen mit seiner Mutter und seinem Bruder Eugen das Landgut Lommerich. Nachdem 1931 auch seine Mutter gestorben und der Bruder nach Deutschland verzogen war, wurde Gut Lommerich verkauft und Stüttgen zog sich vollends in sein Atelier zurück. Zugleich blieb er noch bis 1940 an der Schule in der Unterstadt tätig und starb zwei Jahre später an den Folgen eines Schlaganfalls.
Christian Stüttgen blieb zeitlebens unverheiratet und fand seine letzte Ruhestätte auf dem städtischen Friedhof Eupen. Über seinen Bruder Eugen ist er der Großonkel des Künstlers und Beuys-Schülers Johannes Stüttgen.

## Werke (Auswahl)
Neben seinem bekanntesten Werk die „Chorknaben“  sind weitere Arbeiten hauptsächlich in seiner Heimatstadt Eupen zu finden, darunter:
- die Pferdetränke, im Auftrag des Eupener Verschönerungsvereins, 1910. Dieser Brunnen wurde 1934 entfernt und 1992 nach Originalplänen wiederhergerichtet. Eingraviert ist der Spruch: „Diese Gabe werde zur Labe“.[2]
- das Brunnenbecken für den Marienbrunnen auf dem Marktplatz, 1913
- die Krieger-Gedächtnisstätte in der St.-Josef-Kirche, 1921. Im oberen Bereich zeigt das Relief einen Engel mit einem Kreuz, über dem und seitlich davon der Satz: „IHREN KRIEGSTOTEN DIE DANKBARE PFARRE ST. JOSEPH EUPEN 1914 1918“ und unter dem in vier Spalten die Namen der Toten eingraviert sind
- die Gefallenentafel des Vereins für Jugend- und Volksspiele,  1919
- der Corpus des Kreuzes auf dem Heidberg, 1923. Das etwa 5 Meter hohe neoklassizistische Blausteinkreuz stammt aus dem Jahre 1819 und war ursprünglich auf dem Eupener Friedhof aufgestellt, bevor es 1882 zum Heidberg gebracht und 1923 mit dem Korpus versehen wurde.
- der Gedenkstein des Waisenhauses am Rotenberg, 1922
- die Krieger-Gedächtnisstätte in der St.-Nikolaus-Kirche, 1925. Das an die hölzerne Wandverkleidung angepasste altarartige Denkmal besteht aus einer zentralen lebensgroßen Jesusstatue in einer Figurennische, die auf jeder Seite von zwei Stelen in hölzernem Rahmen mit den Namen der Opfer flankiert wird
- Weihwasserbrunnen in der St.-Josef-Kirche, 1936
- holzgeschnitzte Namenstafeln für die Kriegstoten des Katholischen Gesellenvereins in der Kriegergedächtnisstätte im Kolpinghaus sowie Gedenktafeln für die Gefallenen des „Eupener Fußballvereins Fortuna 08“ und des „Vereins für Jugend- und Volksspiel 1919“
- mehrere Grab- und Gedenksteine auf dem Eupener Friedhof

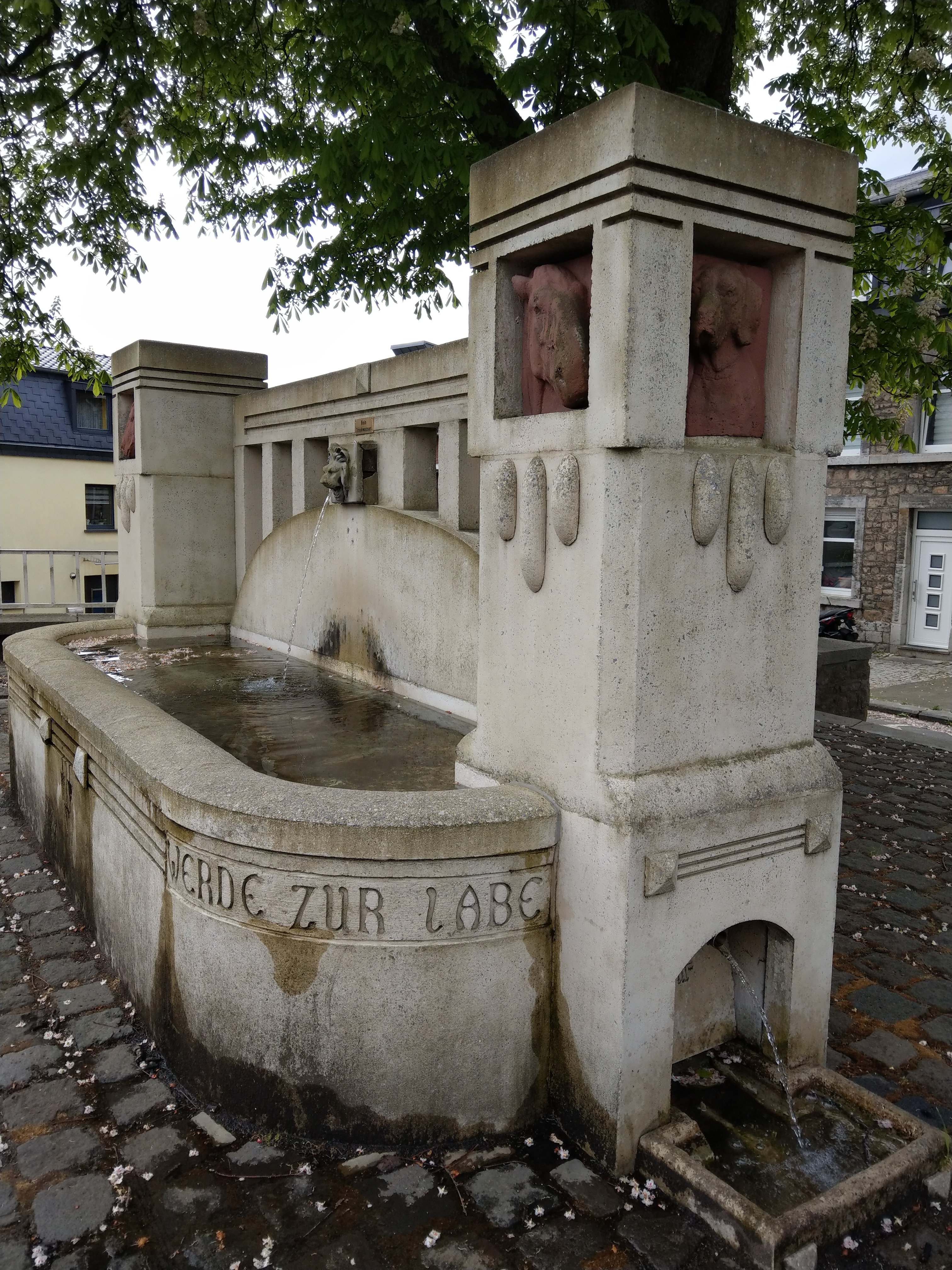
Pferdetränke
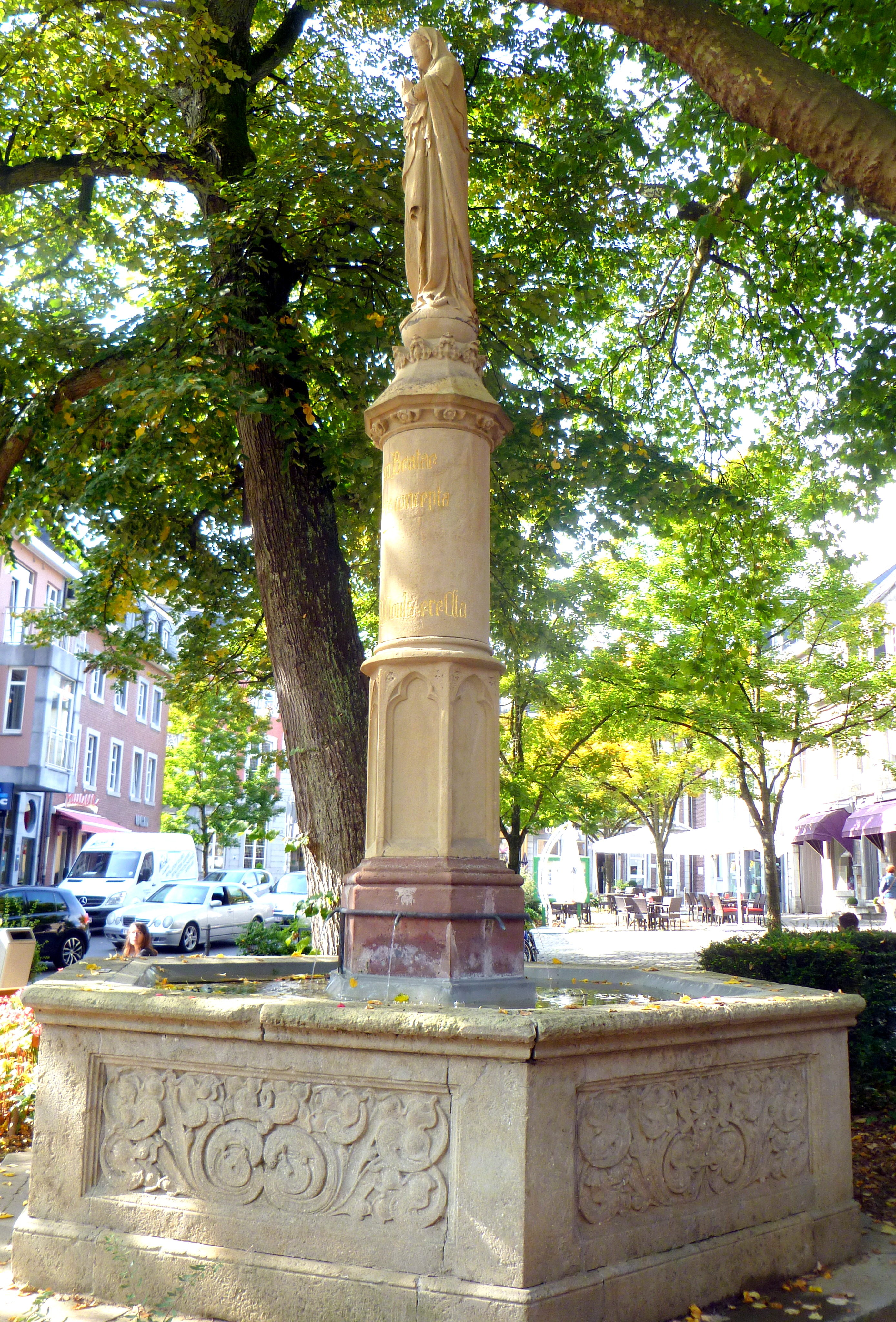
Brunnenbecken Marienbrunnen
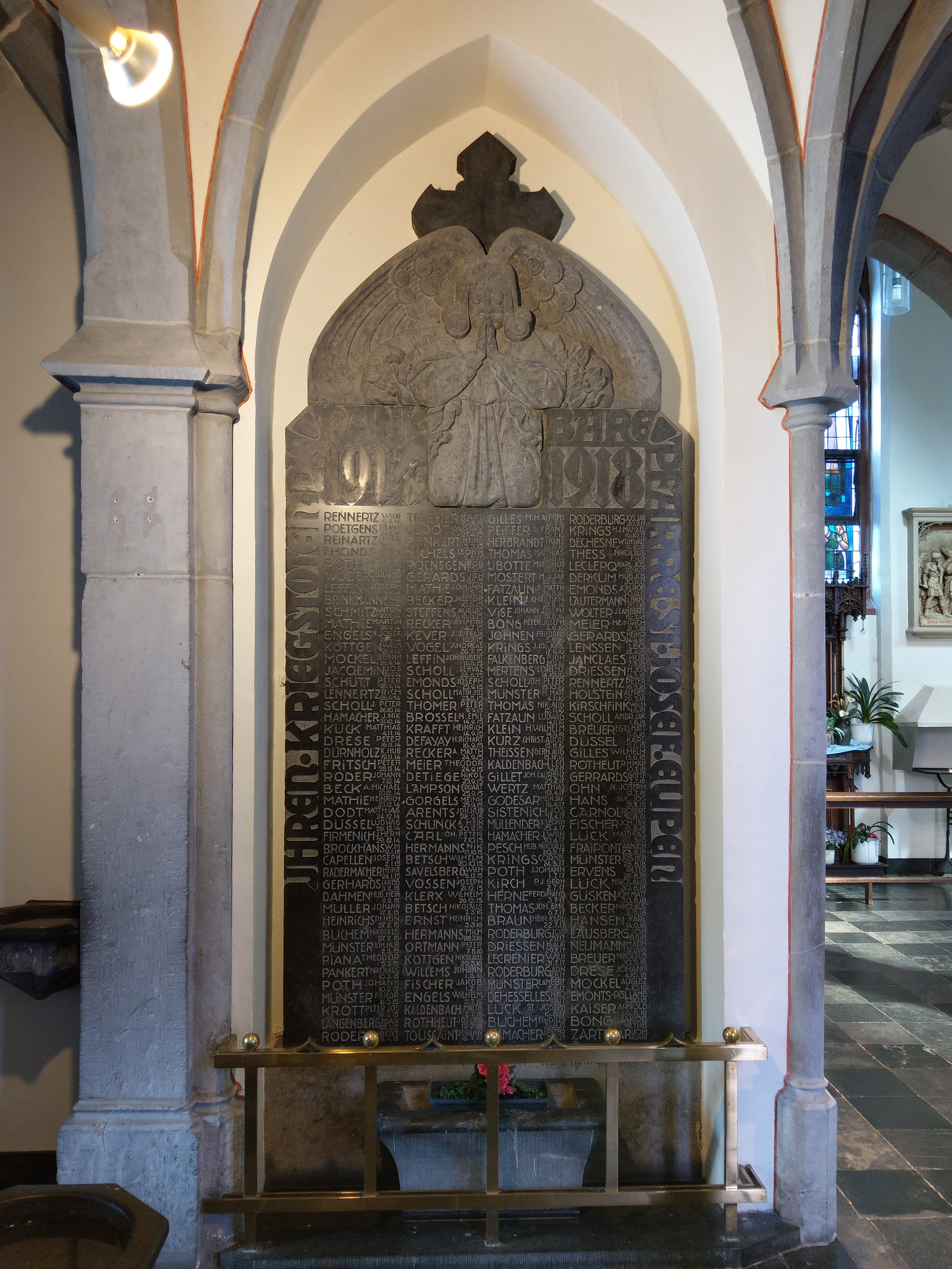
Kriegerdenkmal Josefskirche
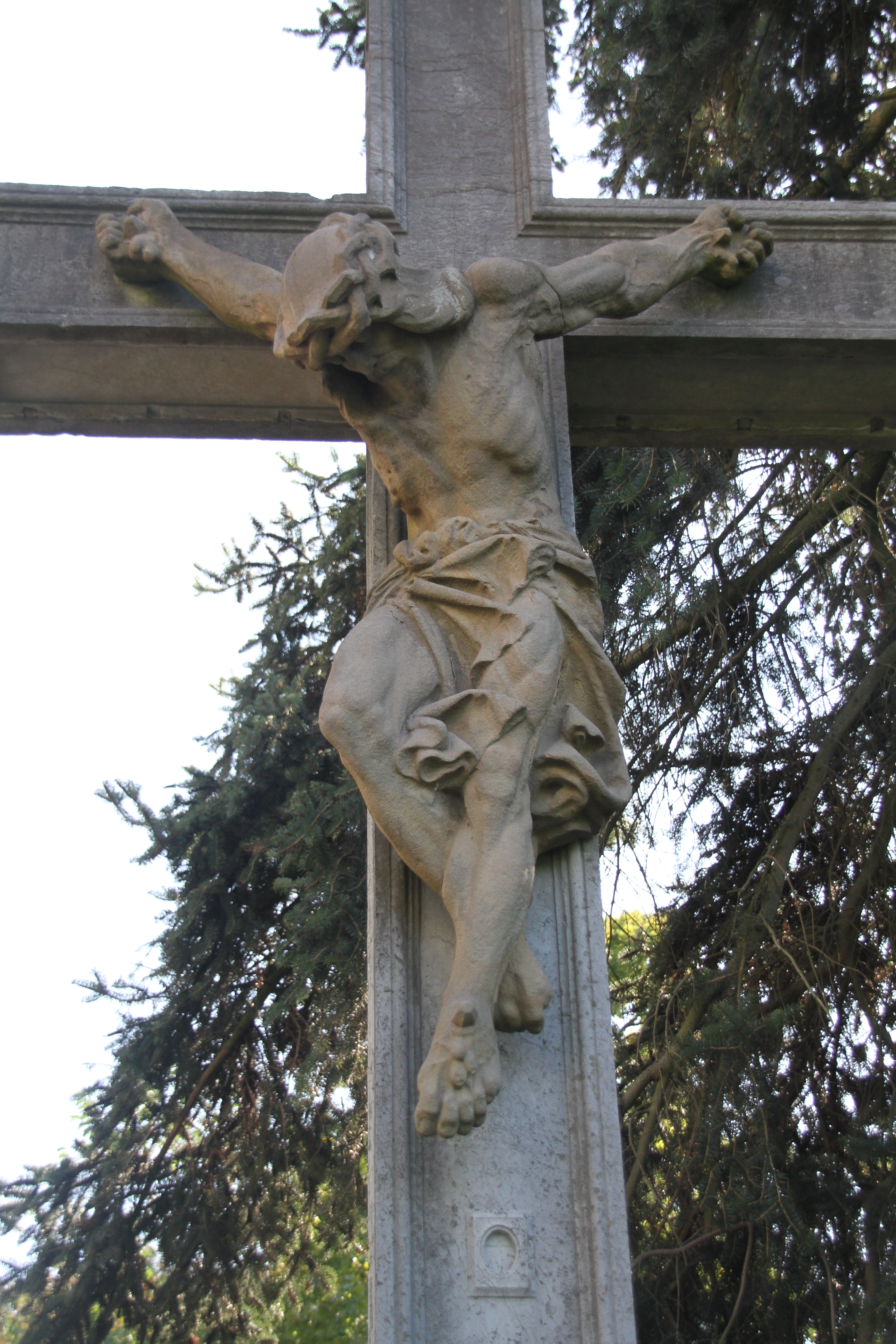
Corpus Kreuz Heidberg
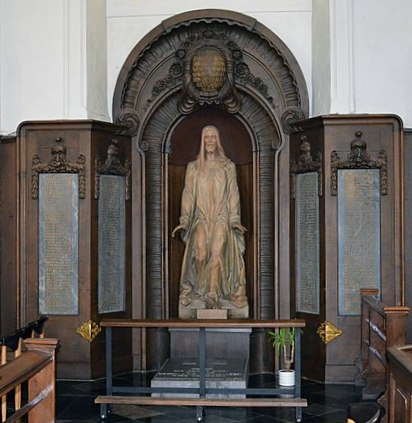
Kriegerdenkmal Nikolauskirche